# Награды Швеции

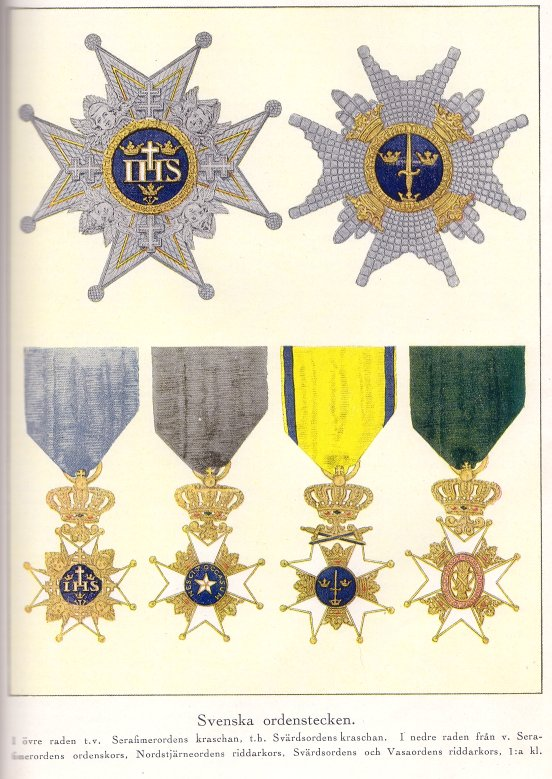
Ордена Королевства Швеция

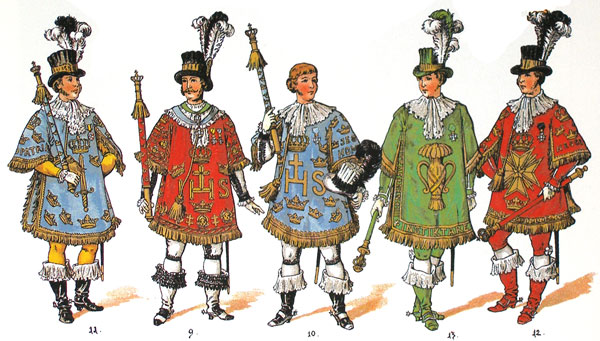
Герольды орденов Королевства Швеция

Награды Швеции — совокупность государственных наград Королевства Швеция.
Наградная система Швеции относительно высших отличий — орденов, сложилась в XVIII веке. В дальнейшем в статуты существующих наград вносились изменения и учреждались различные медали, как для вознаграждения заслуг в различных областях деятельности, так и юбилейные. В 1974 году была проведена масштабная наградная реформа, в результате которой шведские ордена могут вручаться только иностранцам. Подданные шведской короны награждаются с этого времени только медалями. До 1995 года под этот закон подпадали даже члены Шведского королевского дома, но в 1995 году королевским указом для них сделано исключение относительно ордена Серафимов и ордена Полярной звезды.

## Ордена

### Современные ордена
Королевские ордена:
- Орден Серафимов (швед. Serafimerorden)
- Орден Меча (швед. Svärdsorden)
- Орден Полярной звезды (швед. Nordstjärneorden)
- Орден Васы (швед. Vasaorden)

Орден под покровительством короля:
- Орден Карла XIII (швед. Carl XIII:s orden)

### Вышедшие из употребления ордена
- Орден Спасителя (швед. Salvatorskedjan)
- Орден Агнца (швед. Agnus Dei-kedjan)
- Орден Иеговы (швед. Jehovakedja)
- Орден Амаранта (швед. Amaranterorden)
- Орден Иисуса (швед. Jesu Namns Orden)
- Орден Гармонии (фр. l'Ordre de l'Harmonie)
- Орден Веера (швед. Solfjädersorden)

## Медали

### Орденские медали
- Медаль ордена Меча (швед. Svärdsmedaljen) — см.: Орден Меча
- Медаль ордена Полярной звезды (швед. Nordstjärnemedaljen) — см.: Орден Полярной звезды
- Медаль ордена Васы (швед. Vasamedaljen) — см.: Орден Васы

### Королевские медали
- Медаль Серафимов (швед. Serafimermedaljen)
- Медаль Его Величества Короля (швед. H.M. Konungens medalj)
- Медаль Litteris et Artibus (Литературы и Искусств)
- Медаль Принца Евгения (швед. Prins Eugen-medaljen)
- Медаль Принца Карла (швед. Prins Carl-medaljen)
- Королевский юбилейный памятный знак (швед. Kungliga jubileumsminnestecken)

### Правительственные медали
- Медаль Illis Quorum Meruere Labores
- Медаль В воздаяние делам (швед. För berömliga gärningar)
- Медаль За храбрость на суше (швед. För tapperhet i fält)
- Медаль За храбрость на море (швед. För tapperhet till sjöss)
- Медаль За мужество и отвагу на море во время опасности (швед. För mod och rådighet till sjöss under farofylld tid)
- Медаль За усердие и порядочность (швед. För nit och redlighet)
- Медаль За гражданские заслуги (швед. För medborgerlig förtjänst)
- Медаль За долгую и верную службу (швед. För långvarig och trogen tjänst)
- Медаль För omsorgsfull renvård (швед. För omsorgsfull renvård)
- Медаль За заслуги в дипломатической службе (швед. För förtjänster om utrikesförvaltningen)